# Sorata (plaats)

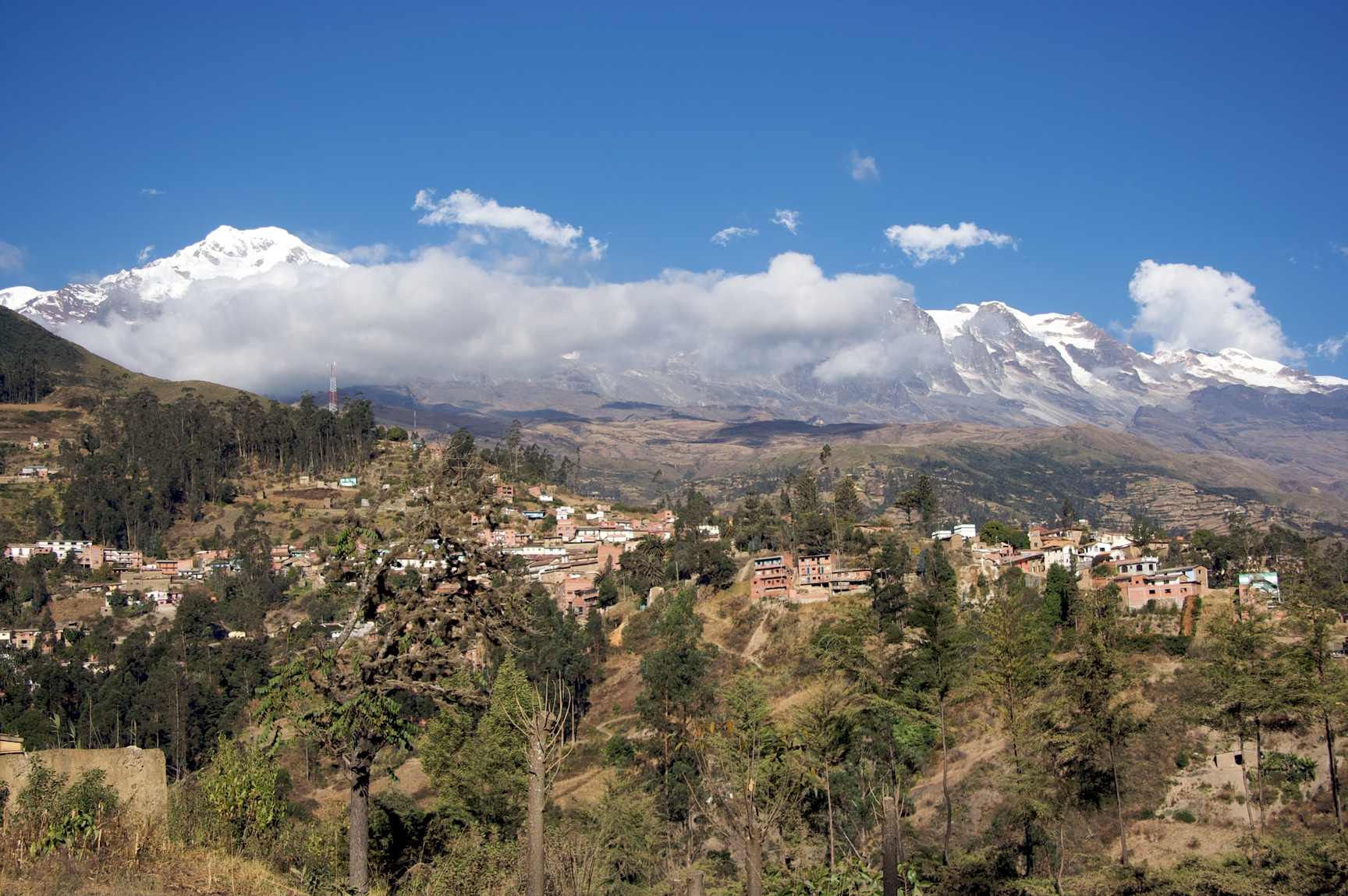
Sorata

Sorata is de hoofdstad van de provincie Larecaja in het departement La Paz in Bolivia.